# (39383) 2765 P-L
2765 P-L (asteroide 39383) é um asteroide da cintura principal. Possui uma excentricidade de 0.18524200 e uma inclinação de 1.21121º.
Este asteroide foi descoberto no dia 24 de setembro de 1960 por Cornelis Johannes van Houten e Ingrid van Houten-Groeneveld e Tom Gehrels em Palomar.